# Nyugat-afrikai fakúszószirtiborz
A nyugat-afrikai fakúszóborz (Dendrohyrax dorsalis) az emlősök (Mammalia) osztályának az előpatások (Hyracoidea) rendjébe, ezen belül a szirtiborzfélék (Dendrohyrax) családjába tartozó faj.

## Előfordulása
Beninben, Kongóban, Gabonban, Gambiában, Guineában, Libériában, Nigériában, Szenegálban és  Ugandában él.

## Életmódja
Átható, rövid szünetekben hallatszó „iker” hangot ad; az ember inkább madárra, vagy fánlakó békára gondolna e hang alapján, mint szirtiborzra. Ezeknek az erdei fakúszó borzoknak búvóhelyei 2,5–5 méter magasságban nyílnak; a fatörzseket rendszerint liánok veszik körül és nem túl vastagok. Borsó alakú ürülékük messziről elárulja tartózkodási helyüket. Öreg korukban elfogott állatok haragosak, egyik elülső lábukkal erősen topognak a földön, hosszú hátszőrüket felmeresztik; ilyenkor a hát közepe táján levő szőrök ketté válnak és elénk tűnik a hát meztelen, kékes sávja.